# 셰일라 힉스
셰일라 힉스(Sheila Hicks, 1934년 출생)는 미국의 예술가다. 실험적인 직물 작업과 조각적 섬유 예술로 알려져 있다.

## 초기 생애와 교육

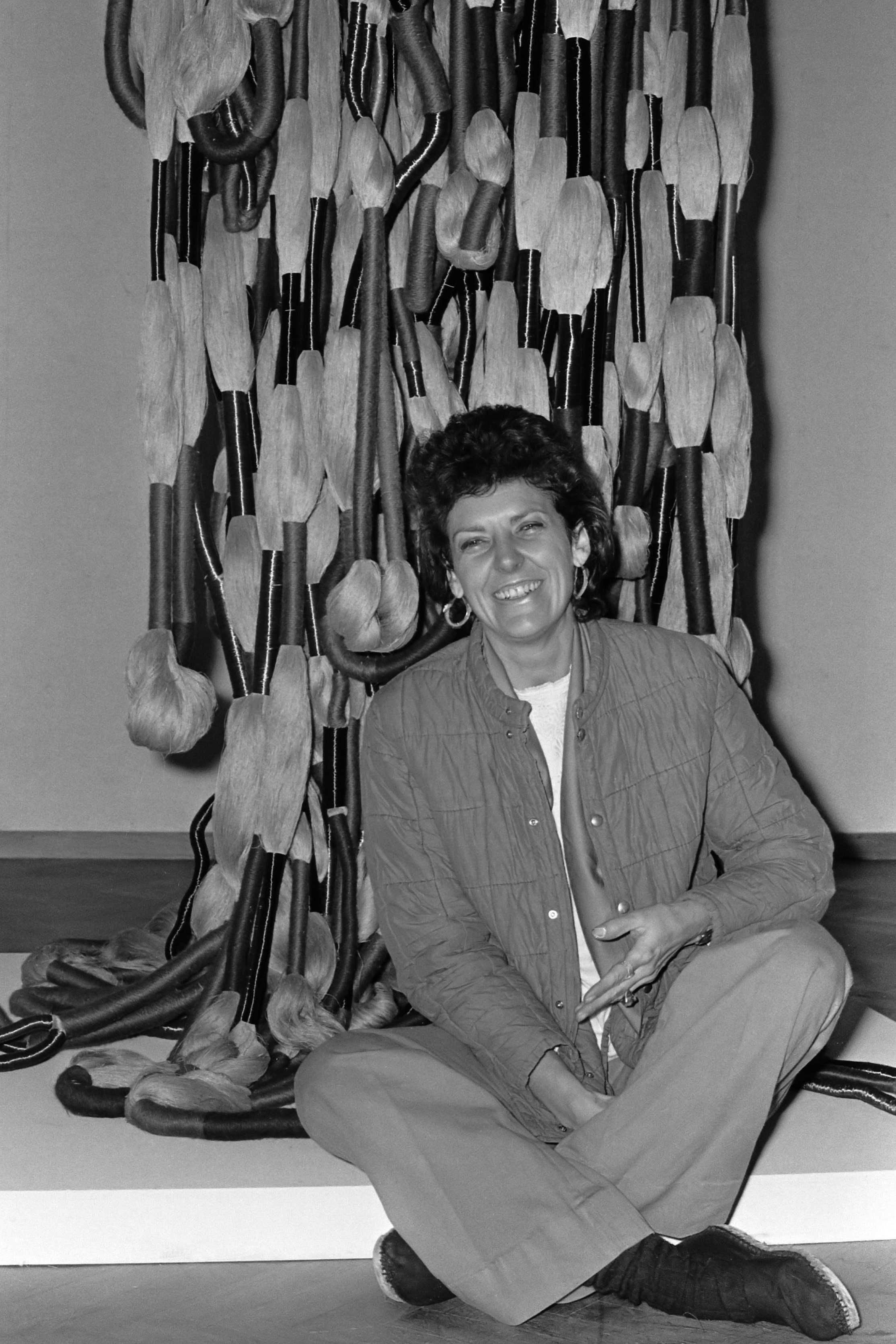

힉스는 1934년 네브래스카 주 헤이스팅스에서 태어났다. 그녀는 1954년부터 1959년까지 예일 미술학교에서 요제프 알버스, 리코 르브룬, 버나드 채트 등 여러 예술가와 학자들과 함께 공부했다. 그녀의 졸업 논문은 잉카 이전 직물에 관한 것이었으며, 뉴욕 자연사 박물관의 고고학자 주니어스 버드가 지도했다. 힉스는 1957년에 학사 학위를 받았다.
대공황 시기에 태어난 힉스는 어렸을 때부터 아버지가 일자리를 찾아 떠나는 여정을 따라 여러 지역을 이동했다. 이러한 “이동의 삶”은 그녀의 60년 예술 경력에 중요한 영향을 미쳤다. 힉스는 섬유 작업을 통해 다양한 문화와의 상호작용을 탐구하며, 작은 손직물 작품에서부터 거대한 조각적 섬유 설치 작업에 이르기까지 다양한 규모의 작품을 제작했다.

## 경력
1959년부터 1964년까지 힉스는 멕시코에서 거주하며 활동했다. 그녀는 타스코 엘 비에호에서 직물 작업을 시작하고 멕시코 자치대학교에서 가르쳤다. 그 후 1964년부터 프랑스 파리에서 거주하며 작업을 이어가고 있다. 그녀는 직물 작업 외에도 다양한 건축 및 예술 프로젝트에 참여했으며, 2010년 필라델피아 ICA에서 열린 50년 경력 회고전과 같은 대규모 전시에도 참여했다.

## 작품
힉스의 예술은 다양한 재료와 형태로 이루어져 있으며, 작은 직물 작품인 "미니메스"부터 대규모 설치 작업까지 그녀의 작품은 다양한 규모와 형태를 지닌다. 그녀는 고유한 직조 기술과 실험적 재료를 활용해 조각적이고 상징적인 직물 작품을 만들어내며, 세계 여러 나라의 직조 문화를 탐구해 왔다.

## 개인사
1964년, 힉스는 딸과 함께 파리로 이주했으며, 1965년에 예술가 엔리케 자나르투와 결혼해 아들을 두었다. 1989년부터는 멜빈 베드릭과 결혼하여 함께 생활하고 있다.
힉스의 작품은 세계 여러 박물관과 미술관에 소장되어 있으며, 다양한 섬유 예술의 경계를 넘나드는 실험적이고 자유로운 작업으로 잘 알려져 있다.